# Favières (Meurthe-et-Moselle)
Favières ist eine französische Gemeinde mit 581 Einwohnern (Stand: 1. Januar 2022) im Département Meurthe-et-Moselle in der Region Grand Est (vor 2016 Lothringen). Die Gemeinde liegt im Arrondissement Toul, ist Teil der Communauté de communes du Pays de Colombey et du Sud Toulois und gehört zum Kanton Meine au Saintois.

## Geographie
Favières liegt etwa 34 Kilometer südwestlich von Nancy.
Nachbargemeinden von Favières sind Selaincourt und Saulxerotte im Norden, Dolcourt im Nordosten, Lalœuf im Nordosten und Osten, Gélaucourt im Osten, Battigny im Osten und Südosten, Vandeléville im Südosten, Tramont-Émy, Tramont-Saint-André und Aroffe im Süden, Gémonville im Südwesten sowie Harmonville im Westen.

## Einwohner
| 1962                       | 1968 | 1975 | 1982 | 1990 | 1999 | 2006 | 2019 |
| -------------------------- | ---- | ---- | ---- | ---- | ---- | ---- | ---- |
| 617                        | 606  | 560  | 543  | 533  | 501  | 568  | 597  |
| Quellen: Cassini und INSEE |      |      |      |      |      |      |      |

## Sehenswürdigkeiten
- Kirche Saint-Antoine-et-Saint-Sulpice aus dem 18. Jahrhundert
- Kapelle aus dem 18./19. Jahrhundert
- Wassermühle aus dem 16. Jahrhundert
- zwei Waschhäuser (Lavoirs)

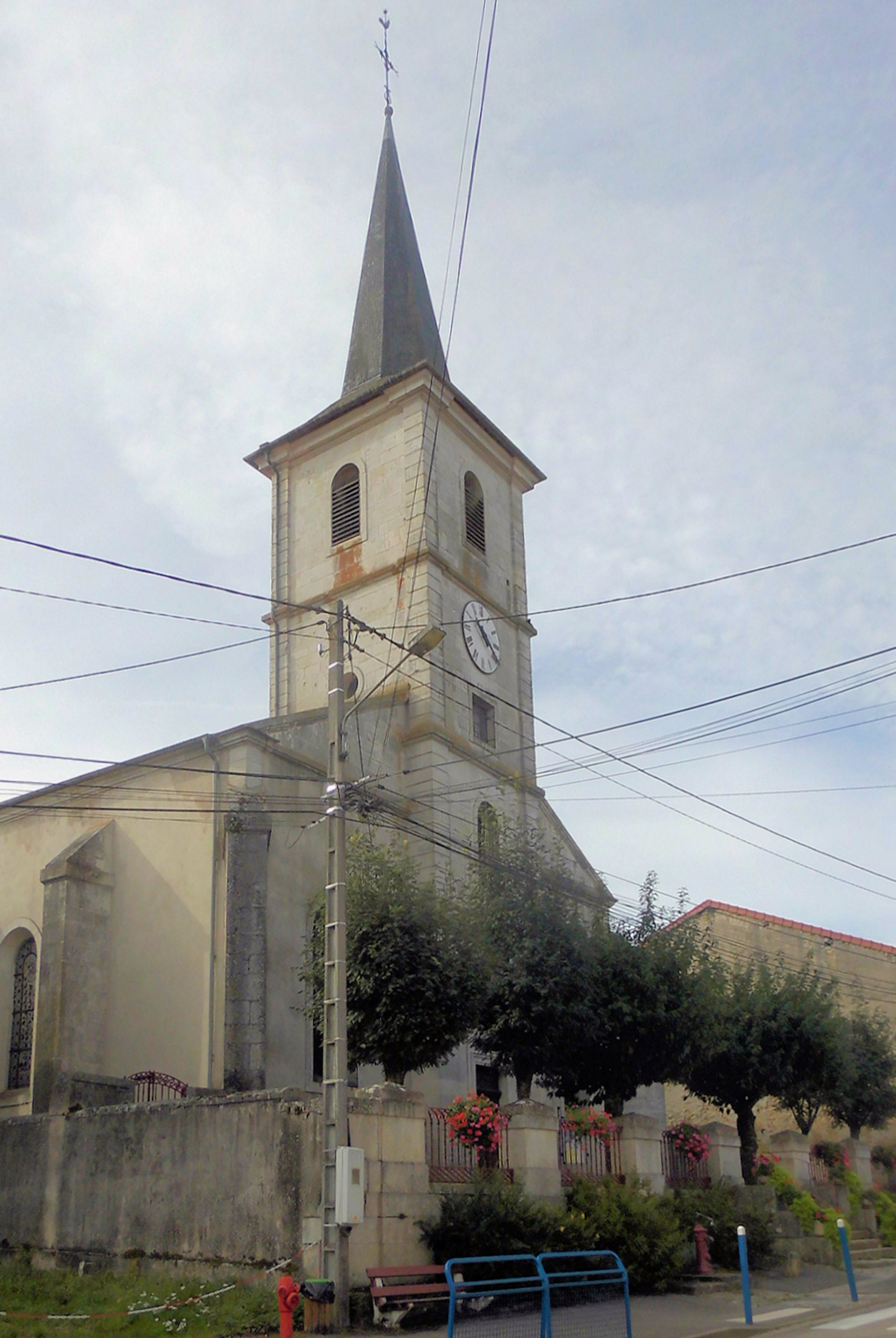
Kirche Saint-Antoine-et-Saint-Sulpice
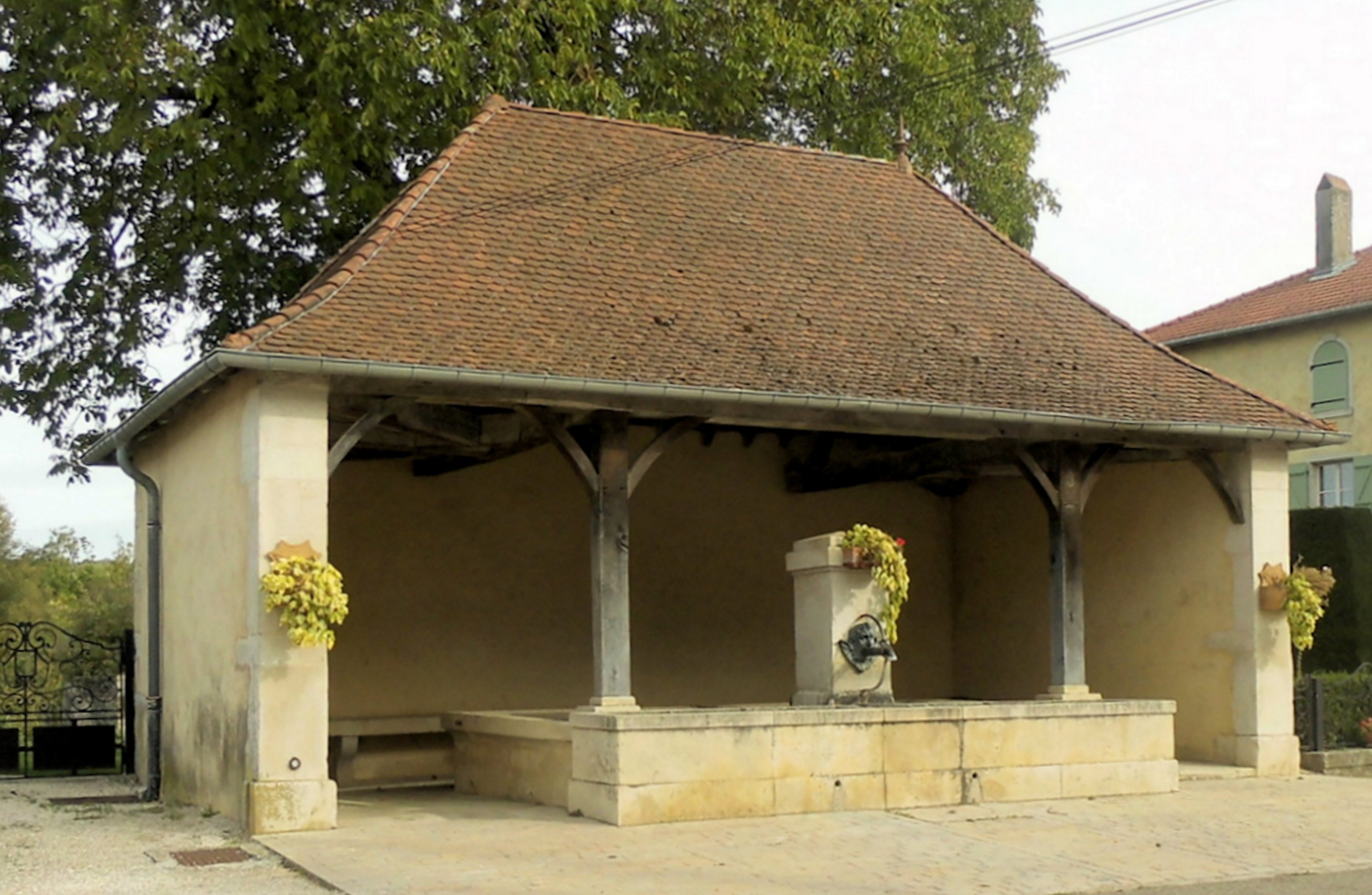
Waschhaus
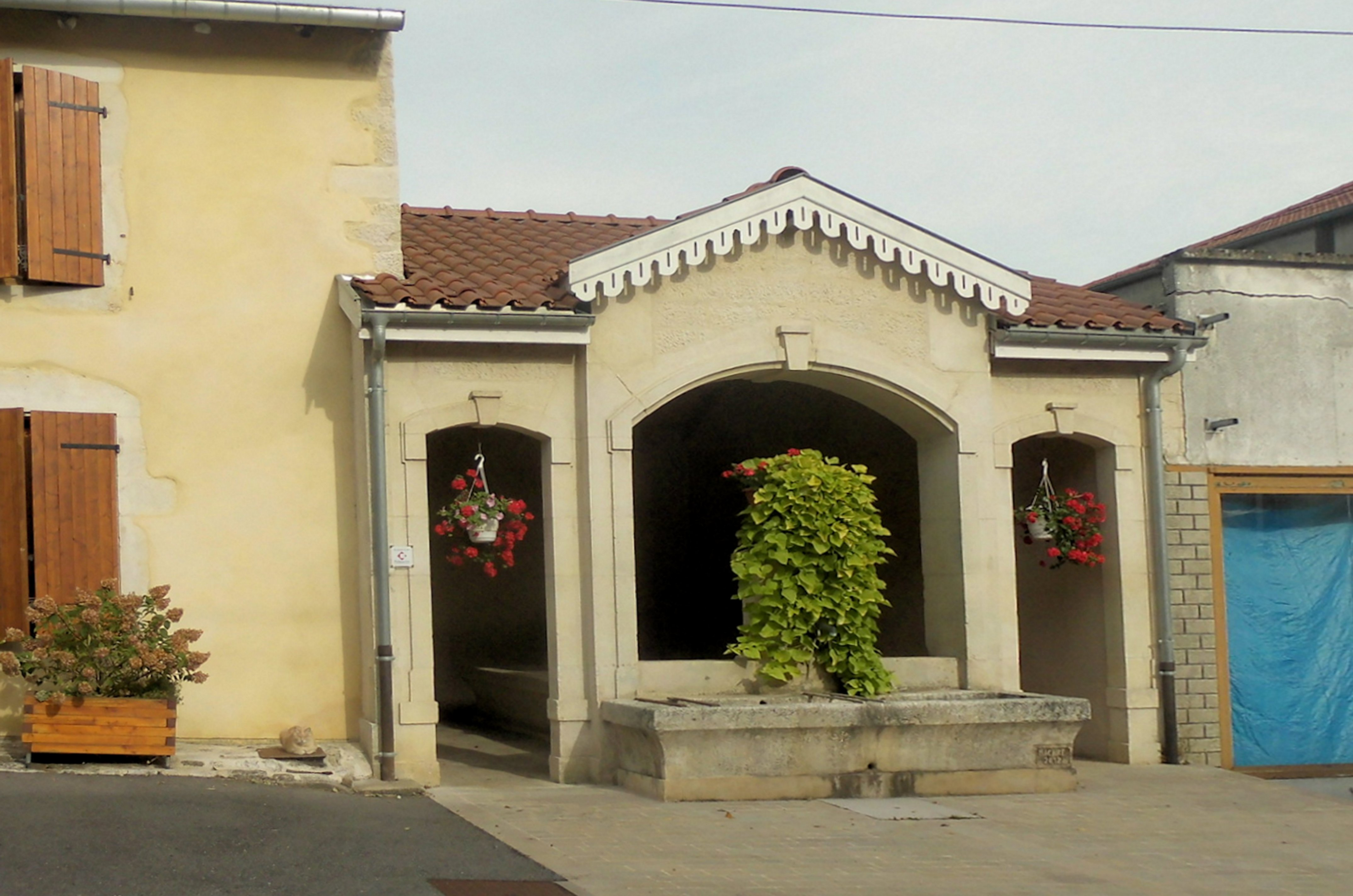
Waschhaus

## Persönlichkeiten
- Ambroise-Auguste Liébeault (1823–1904), Landarzt und Psychotherapeut